# Ексетер (переписна місцевість, Нью-Гемпшир)
Ексетер (англ. Exeter) — переписна місцевість (CDP) в США, в окрузі Рокінґгем штату Нью-Гемпшир. Населення — 10 109 осіб (2020).

## Географія
Ексетер розташований за координатами 42°58′37″ пн. ш. 70°56′43″ зх. д. / 42.97694° пн. ш. 70.94528° зх. д. (42.977029, -70.945405).  За даними Бюро перепису населення США в 2010 році переписна місцевість мала площу 11,81 км², з яких 11,38 км² — суходіл та 0,43 км² — водойми.

## Демографія
Згідно з переписом 2010 року, у переписній місцевості мешкали 9242 особи в 4077 домогосподарствах у складі 2368 родин. Густота населення становила 782 особи/км².  Було 4342 помешкання (368/км²).
Расовий склад населення:
| - 95,3 % — білих - 2,0 % — азіатів - 0,6 % — чорних або афроамериканців - 0,1 % — корінних американців |

До двох чи більше рас належало 1,8 %. Частка іспаномовних становила 1,6 % від усіх жителів.
За віковим діапазоном населення розподілялося таким чином: 22,1 % — особи молодші 18 років, 62,5 % — особи у віці 18—64 років, 15,4 % — особи у віці 65 років та старші. Медіана віку мешканця становила 43,2 року. На 100 осіб жіночої статі у переписній місцевості припадало 90,2 чоловіків;  на 100 жінок у віці від 18 років та старших — 86,7 чоловіків також старших 18 років.
Середній дохід на одне домашнє господарство  становив 85 535 доларів США (медіана — 66 495), а середній дохід на одну сім'ю — 109 554 долари (медіана — 86 373). Медіана доходів становила 55 853 долари для чоловіків та 43 114 долари для жінок. За межею бідності перебувало 8,0 % осіб, у тому числі 7,4 % дітей у віці до 18 років та 4,6 % осіб у віці 65 років та старших.
Цивільне працевлаштоване населення становило 5356 осіб. Основні галузі зайнятості: освіта, охорона здоров'я та соціальна допомога — 28,2 %, науковці, спеціалісти, менеджери — 12,9 %, мистецтво, розваги та відпочинок — 11,3 %, роздрібна торгівля — 10,7 %.